# الصرع (مجلة)
الصرع (Epilepsia) هي مجلة طبية خاضعة لمراجعة النظراء تركز على جميع جوانب الصرع . تأسست المجلة عام 1909.   وهي الجريدة الرسمية للرابطة الدولية لمكافحة الصرع (ILAE).
تم نشر السلسلة الأولى بين عامي 1909م و1915م في خمسة مجلدات من قبل اتحاد دولي مكون من سبعة ناشرين (Baillière & Fils، باريس؛ JA Barth، Leipzig؛ J. Lund، Copenhagen؛ Nordiska Bokhandeln، ستوكهولم؛ Scheltema & Holkema's Boekhandel، أمستردام؛ GE Stechert & Co، نيويورك؛ Williams & Norgate، لندن) وكان لها مساهمات متعددة اللغات (باللغات الألمانية والإنجليزية والفرنسية). كان المحررون يوليوس دوناث من المجر ولويس جاكوب جوزيف موسكينز من هولندا.
نُشرت السلسلة الثانية بين عامي 1937م و1950م في 4 مجلدات يحتوي كل منها على 2 إلى 4 أعداد. تم نشر المجلد الأول بين عامي 1937م و1940م بواسطة ليفين ومونكسجارد – إي. مونكسجارد في كوبنهاجن مع هانز إياكوب شو من الدنمارك كمحرر. تم نشر المجلد الثاني بين عامي 1941م و1944م من قبل The Graphic Press في نيوتن، ماساتشوستس (الإصدار الأول) ومن قبل شركة جي بانتا للنشر في ميناشا، ويسكونسن (الإصدارات 2-4)، وتم تحريره بواسطة هانز إياكوب شو وويليام جوردون لينوكس من الولايات المتحدة. . نُشر المجلد الثالث بين عامي 1945م و1948م بواسطة شركة Harbour Printing Company في بوسطن مع نفس المحررين. تم نشر المجلد الرابع (الذي يحتوي على إصدارين فقط) بواسطة الرابطة الدولية لمكافحة الصرع في بوسطن وقام بتحريره ويليام جوردون لينوكس وحده.
تم نشر السلسلة الثالثة بين عامي 1952م و1955م في 4 مجلدات مع عدد واحد فقط لكل منها من قبل الرابطة الدولية لمكافحة الصرع في بوسطن وقام بتحريرها ويليام جوردون لينوكس وجيروم ك. ميرليس (المجلدات الأولى)، وجيروم ك. ميرليس وحده (المجلدات من 2 إلى 4) .
يتم نشر السلسلة الحالية (الرابعة) منذ عام 1959 بمجلد واحد سنويًا. كان الناشر الأولي هو شركة Elsevier Publishing Company في أمستردام، تليها Raven Press في نيويورك، وLippincott-Raven في فيلادلفيا، وBlackwell في مالدن وأكسفورد، وحاليًا Wiley-Blackwell في هوبوكين، نيو جيرسي، مع مايكل آر سبيرلينج كمحرر. -الرئيس، وستيفان أوفين نائبًا للمحرر 
وفقًا لـ Journal Citation Reports ، فإن المجلة لديها عامل تأثير لعام 2015 قدره 4.706، مما يجعلها في المرتبة 25 من بين 193 مجلة في فئة "علم الأعصاب السريري". 

## References
1. 1 2 3  مذكور في: بوابة الرقم الدولي الموحد للدوريات. الرَّقم التَّسلسليُّ المِعياريُّ الدَّوليُّ (ISSN): 0013-9580. الناشر: ISSN International Centre. لغة العمل أو لغة الاسم: الإنجليزية.
2. 1 2 3  مذكور في: بوابة الرقم الدولي الموحد للدوريات. الرَّقم التَّسلسليُّ المِعياريُّ الدَّوليُّ (ISSN): 1528-1167. الناشر: ISSN International Centre. لغة العمل أو لغة الاسم: الإنجليزية.
3. ↑  Harry Meinardi. International League Against Epilepsy and its Journal Epilepsia. Hilversum, The Netherlands, ILAE without year (1999)
4. ↑  Simon Shorvon. The early history (1909–1961) of Epilepsia, the journal of the International League Against Epilepsy, and its echoes today. Epilepsia 2007; 48: 1–14
5. ↑  "Journals Ranked by Impact: Clinical Neurology". 2013 Journal Citation Reports. شبكة العلوم (ط. Science). تومسون رويترز. 2014.

## روابط خارجية
- الموقع الرسمي
- International League Against Epilepsy